# Vlastimir Đorđević
Vlastimir Đorđević (1948., Koznica, Srbija) je umirovljeni srbijanski general-pukovnik, pomoćnik ministra MUP-a Srbije i načelnik Resora javne sigurnosti. Međunarodni sud za ratne zločine počinjene na području bivše Jugoslavije (ICTY) osudio ga je 2011. zbog ratnih zločina počinjenih tijekom rata na Kosovu na 27 godina zatvora. To je najviša kazna koju je ICTY izrekao nekoj osobi u tom ratu. Njegovom presudom, međunarodni sud je završio svoju zadaću na području Kosova.

## Suđenje u Haagu
Đorđević je rođen 1948. Diplomirao je na pravnom fakultetu sveučilišta u Beogradu. 1990-ih je sudjelovao u ratu na Kosovu u kojem je zapovijedao i kontrolirao posebne postrojbe policije i posebne protuterorističke postrojbe u sklopu policijskih snaga, te nad dobrovoljačkim grupama. ICTY je prvu optužnicu protiv Đorđevića podigao u rujnu 2003.
Suđenje optuženima započelo je 2006. godine, ali je vođenje predmeta protiv Đorđevića odgođeno jer je ovaj i dalje bio u bijegu. Naposljetku je uhićen 17. lipnja 2007. godine u Crnoj Gori i prebačen u Haag. Izjasnio se da nije kriv ni po jednoj točki optužnice, a silom prilika sudilo mu se nezavisno od njegovih kolega. Suđenje je počelo 27. siječnja 2009. godine. Predmet se pokazao kao dugačak i složen. Pretresno vijeće saslušalo je iskaze preko 140 svjedoka i uvrstilo u spis više od 2.500 dokaznih predmeta, uključujući i brojna naređenja i izvještaje MUP-a i VJ, kao i zapisnike sa sjednica srpskog političkog, policijskog i vojnog rukovodstva.
23. veljače 2011. pretresno vijeće donijelo je presudu prema kojoj je Đorđević kriv za smrt najmanje 724 osoba na Kosovu, među njima i znatnog broja žene, djece, hendikepiranih i staraca (pokolj u Suvoj Reci, Orahovcu, Podujevu i drugi), razaranje domova i kulturnih spomenika, te nastojanje prikrivanja ubojstava Albanaca u neslavnom slučaju "kamiona-hladnjača" koji su nekoliko tjedana u proljeće 1999. prebacivali i zakopavali leševe u Batajnici, Petrovom Selu i jezeru Perućac. Osuđen je za sljedeća kaznena djela: deportacija, zločin protiv čovječnosti, progoni, sudjelovanju u udruženom zločinačkom pothvatu, ubojstvo i kršenje običaja ratovanja. Osuđen je na 27 godina zatvora.

## Poveznice
- Ratni zločini u Kosovskom ratu